# Eri Yamada
Eri Yamada (Fujisawa, 8 de março de 1984) é uma jogadora de softbol japonesa, que joga na posição de defensora externa.

## Carreira
Yamada compôs o elenco da Seleção Japonesa de Softbol Feminino nos Jogos Olímpicos de Verão de 2008 em Pequim e nos Jogos Olímpicos de Verão de 2020 em Tóquio, onde se consagrou campeã com a conquista da medalha de ouro.